# Fasano
Fasano – miejscowość i gmina we Włoszech, w regionie Apulia, w prowincji Brindisi.
Według danych na rok 2004 gminę zamieszkiwało 38 359 osób, 299,7 os./km².